# 北中部

北中部在越南的位置

北中部（越南语：／），是越南的8大區域之一。北中部省市包括：清化省、乂安省、河靜省、廣治省和順化市。這區域是越南經濟第二貧窮的區域。但是北中部風景美麗，具有引人入勝的海灘。另外，越南的7個世界遺產中，風牙者榜國家公園、順化市歷史建築群、順化宮廷雅樂都是在北中部。
北中部也是越南交通最重要的中心。富牌國際機場是北中部大的國際機場，真美港、白水港是北中部最熱鬧的海港。

## 重要城市
- 順化市，越南第六個直轄市、北中部最大城市，世界遺產，旅遊城市
- 榮市，乂安省省會
- 洞海市，廣治省省會

## 交通
- 富牌國際機場，在順化市
- 榮市國際機場，在榮市
- 洞海機場，在洞海市
- 真美港，在順化市
- 白水港，在順化市